# Campeonato Africano de Atletismo de 2018 - Lançamento de dardo masculino
A prova do lançamento de dardo masculino do Campeonato Africano de Atletismo de 2018 foi disputada no dia 5 de agosto, no Estádio Stephen Keshi, em Asaba, na Nigéria. 

## Recordes
Antes desta competição, os recordes mundiais e do campeonato nesta prova eram os seguintes:
|                       | Nome          | Nacionalidade | Distância | Local     | Data                 |
| --------------------- | ------------- | ------------- | --------- | --------- | -------------------- |
| Recorde mundial       | Jan Železný   | Chéquia       | 98m 48cm  | Jena      | 25 de maio de 1996   |
| Recorde do campeonato | Tom Petranoff | África do Sul | 87m 26cm  | Belle Vue | 28 de junho de 1992  |
| Recorde africano      | Julius Yego   | Quênia        | 92m 72cm  | Pequim    | 26 de agosto de 2015 |

## Medalhistas
| Ouro              | Prata                       | Bronze                  |
| Julius Yego (KEN) | Phil-Mar van Rensburg (RSA) | Samuel Kure Adams (NGR) |

## Cronograma
Todos os horários são locais (UTC+1). 
| Data        | Hora  | Evento |
| ----------- | ----- | ------ |
| 5 de agosto | 17:10 | Final  |

## Resultado final
| Posição           | Atleta                   | Nacionalidade                  | #1    | #2    | #3    | #4    | #5    | #6    | Resultado | Notas            |
| ----------------- | ------------------------ | ------------------------------ | ----- | ----- | ----- | ----- | ----- | ----- | --------- | ---------------- |
| Medalha de ouro   | Julius Yego              | Quênia                         | 77.27 | 77.34 | x     | x     | –     | 74.78 | 77.34     |                  |
| Medalha de prata  | Phil-Mar van Rensburg    | África do Sul                  | 76.57 | 69.01 | x     | 75.39 | 73.46 | 74.86 | 76.57     |                  |
| Medalha de bronze | Samuel Kure Adams        | Nigéria                        | 75.69 | 68.14 | x     | 73.53 | 74.59 | 73.65 | 75.69     |                  |
| 4                 | Johan Grobler            | África do Sul                  | 71.01 | 72.72 | 74.49 | 74.36 | 72.97 | x     | 74.49     |                  |
| 5                 | Alexander Kiprotich      | Quênia                         | 73.47 | 72.80 | 70.33 | x     | 71.01 | 72.65 | 73.47     |                  |
| 6                 | Maged Amer               | Egito                          | 68.43 | 68.31 | 68.98 | x     | 68.40 | 63.88 | 68.98     |                  |
| 7                 | Claude Chamaken          | Camarões                       | 68.63 | 65.37 | 67.93 | 60.70 | 64.14 | x     | 68.63     | Recorde nacional |
| 8                 | Anro van Eeden           | África do Sul                  | 65.21 | x     | 66.32 | 63.89 | x     | 63.35 | 66.32     |                  |
| 9                 | Aliye Shiferaw           | Etiópia                        | 63.08 | x     | 64.68 |       |       |       | 64.68     |                  |
| 10                | Romeo Manzila Mahambou   | República do Congo             | 49.41 | 56.33 | x     |       |       |       | 56.33     |                  |
| 11                | José Mombe Adjomo        | Guiné Equatorial               | 35.8? | 32.88 | 36.12 |       |       |       | 36.12     |                  |
| 12                | Romaric Houenou          | Benim                          | x     | x     | x     |       |       |       | NM        |                  |
| 13                | Lormans Mansiantima-Yitu | República Democrática do Congo |       |       |       |       |       |       | DNS       |                  |
| 13                | Jean Douanio             | Burquina Fasso                 |       |       |       |       |       |       | DNS       |                  |

Legenda
| Recorde mundial       | Recorde mundial (World record)               |                       | Recorde africano                      | Recorde africano (African) |                                           | Q | Classificado por posição (Qualified) |
| Recorde do campeonato | Recorde do campeonato (Championship record)  | Recorde da América    | Recorde da América (Americas)         | q                          | Classificado por melhor tempo (Qualified) |   |                                      |
| Melhor marca do ano   | Melhor marca do ano (World leading)          | Recorde asiático      | Recorde asiático (Asian)              | DNS                        | Não largou (Did not start)                |   |                                      |
| Recorde nacional      | Recorde nacional (National record)           | Recorde europeu       | Recorde europeu (European)            | DNF                        | Não terminou (Did not finish)             |   |                                      |
| Recorde pessoal       | Recorde pessoal do atleta (Personal best)    | Recorde da Oceania    | Recorde da Oceania (Oceania)          | DSQ / DQ                   | Desclassificado (Disqualified)            |   |                                      |
| Recorde da temporada  | Recorde da temporada do atleta (Season best) | Recorde sul-americano | Recorde sul-americano (South America) | NM                         | Sem marca (No mark)                       |   |                                      |